# الاختلافات الجسدية البشرية
الاختلافات الجسدية البشرية هي طفرات تحدث في الخلايا الجسدية في كل من المراحل المبكرة من التطور وفي الخلايا البالغة أيضًا. قد تؤدي هذه الاختلافات إما إلى أنماط ظاهرية ممرضة أو غير ممرضة، حتى لو لم تكن وظيفتها في الحالات الطبيعية واضحة تمامًا بعد.
استخدم البشر مصطلح الفسيفساء (من كلمة musaicum اللاتينية في القرون الوسطى، بمعنى «عمل الذهن») منذ العصور القديمة للإشارة إلى خليط فني من أحجار الزينة أو الزجاج أو الأحجار الكريمة أو غيرها من المواد الثمينة. تظهر في الفسيفساء الصورة الجماعية من بعيد مثلما تظهر في اللوحة. يمكن التعرف على المكونات الفردية فقط عند الفحص الدقيق. في النظم البيولوجية، تشير الفسيفساء إلى وجود أكثر من خط خلوي متميز وراثيًا عند كائن حي واحد. لا يؤدي حدوث هذه الظاهرة فقط إلى تغييرات نمطية كبيرة بل يكشف أيضًا عن التعبير عن طفرات جينية مميتة.

## الفسيفساء الجسدية في الأنسجة البشرية السليمة
تنتج الفسيفساء الجسدية عن الاختلافات الجينومية (أو حتى الميتوكوندرية أو المتقدرية) بأحجام متنوعة تتراوح من نيوكليوتيد واحد إلى كسب أو فقدان كروموسوم (صبغي) كامل داخل الخلايا الجسدية. تبدأ هذه التغييرات داخل الخلايا الجسدية في مرحلة مبكرة (ما قبل الانغراس أو الحمل) وتستمر حتى الشيخوخة، بالتالي سيحدث عدم تجانس مظهري داخل الخلايا، مما قد يؤدي إلى تطور أمراض مثل السرطان. أظهرت التقنيات المستندة إلى مجموعة جديدة لفحص متغيرات عدد النسخ الكاملة للجينوم وفقدان تغاير الزيجوت في الخلايا المفردة أن اختلال الصيغة الصبغية، والاضطرابات أحادية الوالدين، والحذف القِطعي، والتكرار، وتضاعف الحمض النووي الريبوزي منقوص الأكسجين تحدث بشكل متكرر أثناء عملية التطور الجنيني. ومع ذلك، لا تبقى جميع الطفرات الجسدية موجودة عند الفرد البالغ، وذلك بسبب ظاهرة التنافس الخلوي.
تحدث الاختلافات الجينية التي تنطوي على اكتساب أو فقدان لكروموسومات بأكملها أثناء مرحلة طور الصعود من انقسام الخلية. لكن من غير الشائع أن نشاهد ذلك في الخلايا الجسدية؛ فهي ببساطة لا تُختار عادة بسبب عواقبها الضارة. يمكن تمثيل الاختلافات الجسدية أثناء التطور الجنيني من خلال التوائم أحادية الزيجوت لأنها تحمل نسخ وعلامات فوق جينية مختلفة تستمر في الازدياد مع تقدم العمر.
أظهرت الأبحاث المبكرة حول الطفرات الجسدية في الشيخوخة أن عمليات الحذف والانقلاب وانتقال المواد الجينية شائعة عند الفئران المتقدمة في السن وتميل جينومات الشيخوخة إلى احتواء تغيرات كروموسومية مرئية، وإعادة التركيب الجيني، وحذف جينات بالكامل، والحذف داخل الجين، والطفرات النقطية. تشمل العوامل الأخرى فقدان عملية المثيلة، وازدياد عدم تجانس التعبير الجيني المرتبط بالتشوهات الجينية، وتيلومير (قسيم طرفي) قصير. من غير المؤكد ما إذا كان إصلاح الحمض النووي المعتمد على النسخ يساهم في الحفاظ على الطفرات الجسدية في أنسجة الشيخوخة.
يمكن عكس الاختلافات المكتسبة جسديًا في بعض الخلايا إلى أليلات من النوع البري عن طريق فسيفساء الارتداد. قد يحدث ذلك بسبب آلية داخلية مثل التأشيب المتماثل، واستبدال الكودون، والطفرات الكابتة للموقع الثاني، وانزلاق الحمض النووي، والجينات القافزة.